# Zuidloo
Zuidloo is een buurtschap in de gemeente Deventer, in de Nederlandse provincie Overijssel.
Tot in de 19e eeuw was Zuidloo een buurschap die tot de gemeente Bathmen behoorde. Later werd het aangeduid als buurtschap en daardoor verloor het ook de status van eigen officiële woonkern binnen de gemeente Bathmen. Sinds 1 januari 2005 maakt de gemeente Bathmen en dus ook Zuidloo deel uit van de gemeente Deventer.
De bewoning van Zuidloo is vooral agrarisch; het wordt omschreven als een echte plattelandsgemeenschap.
In Zuidloo stond van 1520 tot 1792 de havezate Blankena.
Stad: Deventer      Dorpen: Bathmen · Colmschate · Diepenveen · Lettele · Okkenbroek · Schalkhaar

Buurtschappen: Apenhuizen · De Bannink · Dortherhoek · Averlo en Frieswijk · Linde · Loo · Molenbelt · Oude Molen · Oxe · Pieriksmars · Rande · Snipperling · Tjoene · 
Zuidloo

Overijssel · Steden en dorpen      Nederland · Provincies · Gemeenten